# Exudado seroso
La inflamación serosa se caracteriza por trasudados líquidos que reflejan un
aumento moderado de la permeabilidad vascular, o sea, hay mucho líquido y una cantidad moderada de proteínas. Tales acumulaciones en las cavidades peritoneal, pleural y pericárdica se denominan derrames; puede acumularse también líquido seroso en cualquier lugar (p. ej., ampollas de
quemaduras en la piel). Y deriva de múltiples enfermedades y cuadros clínicos como cáncer, infecciones bacterianas, desórdenes linfáticos o alteraciones endrocinas.